# Ільяс Цудахарський
Ільяс ібн Махмуд ібн Мухаммад ібн Амір ал-Цудахарі (ал-Цудакарі) ал-Аматхаркмакі ад-Даргі, або Ільяс Цудахарський (1829, Аметеркмахи, Акуша-Дарго — 1904/1905, Казань, Казанська губернія, Російська імперія) — дагестанський учений-суфій кінця XIX століття, який зробив істотний внесок у розвиток теорії і практики суфізму в Дагестані. Халідійський шейх накшбандійського тариката. 1888 року засланий царською владою на заслання вглиб Росії, де згодом і помер від хвороби.

## Біографія

Аул Цудахар, кінець XIX століття

Народився в селищі Аметхаркмакі — відсілку Цудахара — в сім'ї вільного уздені Мухаммада. Відомості про дати народження та смерть суперечливі. Згідно з листами сучасників з його рідного села — він народився 1829 року. За даними, озвученими на конференції пам'яті Ільяса він народився 1836 і помер у 1904—1905 роках. Як вказує дослідник Магомед Абдуллаєв, інші джерела вказують 1827 і 1908 відповідно.
Крім рідної даргинської мови, Ільяс знав також кумицьку й арабську. У Цудахарі займався вивченням ісламської юриспруденції в Ільяса сина Алібека. Як пише сам Ільяс, він вивчав науки в даргинських селах Акуша, Мугі, Урахі. Пізніше проходив навчання також у селах Кака-Шура та Доргелі. Згодом Ільяса зацікавив накшбандійський тарикат, для вивчення якого він став учнем Ахмеда-Хаджі з Дангулі, пізніше почав навчатися в Абдурахмана-Хаджі ас-Сугурі, від якого отримав іджазу накшбандійського тарикату.
Після смерті Абдурахмана Ільяс почав відкрито проповідувати тарикатське вчення. До нього звідусіль стікався народ. Його учнем був і шейх Алі-Хаджі Акушинський. Царська адміністрація бачила в подібній народній популярності шейха можливість чергового антиросійського повстання, через що 1888 року Ільяс і ще 5 шейхів (Мухаммад-Хаджіяв Османов з Кікуні, Абдаллах Хаджіяв з Гімрі, Сулайманхаджжі з Апши, Узун-Хаджі з Салта, Мусаа Хаджияв з Кукні) були заарештовані та заслані вглиб Росії.
В архівній довідці про арешт Ільяса-Хаджі сказано, що він був засланий у віддалені місця Сибіру «за розповсюдження серед населення Дагестану мусульманського вчення „тарикат“ і виклик надмірного розвитку релігійного фанатизму». Після клопотання вони отримали дозвіл на приміщення в одній із внутрішніх губерній, призначили Самарську губернію. У довідці також описують Ільяса: «Від роду 60 років, одружений, атестований як „хороший“».
Як пише Назір ад-Дургелі, під час заслання до нього йшли люди з усіх кінців Дагестану, Казані й інших місць. Він товаришував з вченими шейхами Казані, Татарії. Ісмаїл Ґаспринський, редактор газети «Тарджуман», надіслав йому листа, в якому хотів знати про спосіб переписування Корану дрібними літерами, розміром з долоню. Ільяс відповів на це згодою і відправив на його адресу вірші, висловивши подяку. Після цього маленький Коран, який надрукували в Бахчисараї, набув широкого поширення в інших областях.
Після більш ніж шестирічного перебування в царському засланні Ільяс тяжко захворів і перебував у такому стані цілий рік. З ним у засланні знаходилися його дочка Аматулла та сини Махмудгаджі та Мухаммадгаджі, які дбали про нього під час хвороби.
Помер 24 квітня 1904 року або 1905 року у засланні в Казані, його тіло перевезли в Дагестан і поховали в Параулі.
Дві його дочки були одружені і залишилися на батьківщині: Хапісат — у селищі Каракадані Левашинського району та Напісат — у селищі Тебек Акушинського району.

## Праці
Знаний як автор двох праць: арабомовний твір «Суллам ал-мюрид» (араб. سلم المرید у перекладі «Сходи мурида») і «Кіфая ал-мюрид фі-т-таріка ат-тавхід» («Достатність для мурида на шляху єдинобожжя») кумицькою. Праці видали в Казані 1904 року. Дві рукописні копії «Кіфая ал-мурид» знаходяться в параульській джума-мечеті.
За своєю структурою «Кіфая ал-мурид» складається з основних розділів: іман, іслам й іхсан.
- Перший розділ присвячений основним поняттям ісламської догматики: віру у Всевишнього, опис Його атрибутів, віру в ангелів, у священні книги й інше.
- Другий розділ про мусульманське право містить мінімум знань для вступу в тарикат.
- Третій розділ розглядає питання суфійської етики, а також практики накшбандійського тарикату. Докладно розглянуто порядок й умови покаяння, ініціація адептів у тарикат, а також практика індивідуального та колективного зікра[13].

В іншому творі «Суллам алмурид» наводиться сильсиля (ланцюжок) тарикатських шейхів, починаючи від пророка Магомета до самого Ільяса Цудахарського. Детально розглядається зікр — таємний зікр, гучний, зікр серцем, правила колективного зікра, наводяться хадиси про зікр. Шейх роз'яснює, що вважається «достовірною істиною», «достовірним джерелом», прикріплює слова шейхів тарикатів на цю тему.

## Пам'ять
На місці могили шейха знаходиться зіярат (місце паломництва). 21 жовтня 2004 року за підтримки глави Махачкали Саїда Амірова організовано вечір пам'яті на честь 175-річчя від дня народження Ільяса-Хаджі. Участь у події взяли глави адміністрацій, наукова та творча інтелігенція й інші. Свої доповіді представили: Д. Аміров — «Шейх Ільяс-Хаджі Цудахарі — відомий релігійний, суспільно-політичний діяч, популярний тарикатський шейх і мусульманський алім»; Магомед Абдуллаєв — «Тарикатські погляди шейха Ілляса-Хаджі» й інші. Після виступили релігійні діячі з доповіддю про накшбандійський тарикат.